# Saint-Aubin-Routot
Saint-Aubin-Routot település Franciaországban, Seine-Maritime megyében. Lakosainak száma 1972 fő (2022. január 1.). Saint-Aubin-Routot Épretot, Gainneville, Oudalle, Rogerville, Saint-Laurent-de-Brèvedent, Saint-Romain-de-Colbosc, Saint-Vincent-Cramesnil és Sandouville községekkel határos.

## Népesség
A település népessége az elmúlt években az alábbi módon változott:
| Lakosok száma | 1902 | 1892 | 1900 | 1900 | 1907 | 1917 | 1935 | 1954 | 1972 |
|               | 2013 | 2015 | 2016 | 2017 | 2018 | 2019 | 2020 | 2021 | 2022 |